# Constantin Milea Sandu
Constantin Milea Sandu (n. 26 septembrie
1955, Agăș, județul Bacău) este un artist-sculptor român.

## Biografie
A realizat peste 500 de sculpturi în lemn, bronz, gips și piatră. În prezent trăiește și sculptează la Brașov, unde are atelierul de creație.

## Aprecieri critice
Un straniu muzeu de sculptura
Constantin Milea Sandu s-a născut în 1955, la Agas, județul Bacău, pe Valea Trotusului. Chiar dacă a studiat câtva timp sculptură, artistul se consideră autodidact. De zece ani cioplește lemnul și toarnă metalul, reușind să finiseze opere cât să umple două camere ale unui muzeu…
Lucrările lui Constantin Milea Sandu au o tentă arhaică și în același timp modernă, amintind oarecum de sculpturile lui Brancusi și de tablourile lui Tuculescu. Titlurile sunt poetice: "Ielele", "Coloană Soarelui de Vis" etc. Prinși de grijile cotidiene ale tranziției intelectualii ignoră aproape în totalitate acest straniu muzeu, plin de lucrări inspirate din spiritualitatea strămoșilor lor nu prea depărtați în timp. La rândul lor, instituțiile culturale, centrale și locale, care ar trebui să ia act de această expoziție permanență, nu dau nici un semn în acest sens. Soartă de artist !
- (Adrian Bucurescu - România Liberă din 27 iunie 2000)

Cuvant despre artist
Nici acum nu prea știu ce m-a făcut să-l privesc indeaproape: poate privirile jucăușe, inteligente, naiv-intrebatoare; poate opțiunea să sinceră, idilica pentru monarhie pe care o manifestă cu șiretenie copilareasca ;său poate accentele brancusiene atât de evidente în sculptură. Său, poate toate astea la un loc.
Oricum ar fi fost, sub dalta să lemnul explodează său, altădată, se lasă ridicat la cer. O întreagă tradiție creștină se așază temeinic la rădăcină "coloanelor" sale. Fabulosul se materializează cu o ușurință nemaipomenită, cântecul care trece în descântec se spiritualizeaza intr-atât încât subtirimea spiritului da formă lemnului. Esentializarea formei premerge ansamblul. Chiar dacă "coloanele' sale nu ating infinitul cosmic că ale maestrului, ele se înfig adânc într-o lume românească mitică și legendară . Acest "amalgam" poetic da semnificații insolite sculpturilor: dintr-un adânc de istorie gândul îndrăznește a se materializă în formă stând drept mărturie. Timpul se oprește în acolade în care cresc aspiratiile, spațiul se comprima că să explodeze în dantelarii cochete său, alteori, împingând simbolul consacrat spre percepții erotice - toate însă cu un ritual imperial.
Și cum toate acestea trebuiau să poarte un nume, cum ar fi zis poetul, li s-au spus Constantin Milea Sandu. Cine este acest artist ? Ne spune chiar domnia sa: " Sunt un sculptor care mi-am propus … să aduc în casele dumneavoastră cele trei fericiri de care știu că aveți atîta nevoie…Adică, mai exact spus, încerc, împreună cu dumneavoastră, să transform vechea triadă a celor trei eoni distincți - "existența - formă - beatitudine", adică "materie - energie - informație" - în ceea ce are nevoie omul tot timpul: sănătate, dragoste și bani. Adică în cele trei fericiri: creația, procreația și casă. Căci în toate trei există Dumnezeu. Fac această deoarece lumea e fără centru acum, iar omul, evoluind orizontal și plasandu-se în centrul materiei și-a pierdut "aripă stânga" și "aripă dreaptă". Adică Sensul Iubirii: Sufletul și pe Dumnezeu." Și mai departe: "orice suflet, fără corp și nemuritor, devine lumina. Orice finit este, din punct de vedere matematic, raportul dintre două infinituri. La fel, orice "cruce multiplă" se raportează la două infinituri: lumina divină "polarizeaza" și spiritul uman care unifică Good angel cu Fiică dragostei. "Crucea de Lumina" sugerează, așadar, desavirsirea în filigran și amintește omului că el este chipul lui Dumnezeu, înger în trup și ființă cerească prin vocația originală. Iată formă gândului meu numit suflet ! Și "formă de foc a adevăratei ape". Iată Crucea de Lumina - un logos pentru haosul acestei lumi". Și pentru a înțelege și mai bine artă lui Constantin Milea Sandu să-I ascultăm încă marturisirea:"Geneza este o lucrare pe care am conceput-o în 1986 și are la origine un desen de țip "mandala". Geneza este o formă a libertății mele. La urmă urmei libertatea este și ea o formă, cum de altfel și conținutul acestei forme este însăși existența noastră. Exist atâta timp cât sunt un om liber. De aceea, calitatea existenței este determinată de formă libertății. Geneza are o formă rotundă, care nu are nici început și nici sfârșit, ci este alcătuită dintr-un întreg armonios și viu. E semnul "securii - duble" și cheia cu care am deschis Poartă prin care am intrat și am ieșit din Labirynt…". 
Priviți și mărturisiți !
- (Liviu Comsia - Gazetă de Transilvania - Brașov - din 29-30 iulie 2000)